# Ungarische Badmintonmeisterschaft 1969
Die Ungarische Badmintonmeisterschaft 1969 fand Ende 1969 in Budapest statt. Die Meisterschaft wurde in zwei Wettkämpfe unterteilt. An einem Wochenende wurden die beiden Einzeldisziplinen ausgetragen, an einem weiteren die drei Doppeldisziplinen.

## Die Sieger und Platzierten
| Disziplin    | Gold                              | Silber                         | Bronze                               |
| ------------ | --------------------------------- | ------------------------------ | ------------------------------------ |
| Herreneinzel | János Cserni                      |                                |                                      |
| Dameneinzel  | Éva Cserni                        |                                |                                      |
| Herrendoppel | András Édes Péter Majerszky       | Ferenc Rolek Ferenc Jászonyi   | László Rammer Juhasz                 |
| Herrendoppel | András Édes Péter Majerszky       | Ferenc Rolek Ferenc Jászonyi   | Pál Rázsó Artur Zagonyi              |
| Damendoppel  | Éva Cserni Erzsébet Wolf          | Gertrúd Ladányi Katalin Teleki | Valéria Virágos Erzsébet Andrekovics |
| Damendoppel  | Éva Cserni Erzsébet Wolf          | Gertrúd Ladányi Katalin Teleki | Margit Sugar Hajnalka Kolossay       |
| Mixed        | Tamás Szulyovszky Valéria Virágos | András Édes Erzsébet Wolf      | Ferenc Rolek Éva Cserni              |
| Mixed        | Tamás Szulyovszky Valéria Virágos | András Édes Erzsébet Wolf      | József Szentesi Erzsébet Andrekovics |